# Liste der Biografien/Kled
Liste der Biografien |
Portal Biografien |
Personensuche
# |
A |
B |
C |
D |
E |
F |
G |
H |
I |
J |
K |
L |
M |
N |
O |
P |
Q |
R |
S |
T |
U |
V |
W |
X |
Y |
Z |
?
 
Ka |
Kb |
Kc |
Kd |
Ke |
Kf |
Kg |
Kh |
Ki |
Kj |
Kl |
Km |
Kn |
Ko |
Kp |
Kr |
Ks |
Kt |
Ku |
Kv |
Kw |
Ky |
Kx |
Kz
 
Kla |
Kld |
Kle |
Kli |
Klj |
Klo |
Klu |
Kly
 
Klea |
Kleb |
Klec |
Kled |
Klee |
Klef |
Kleg |
Kleh |
Klei |
Klej |
Klek |
Klem |
Klen |
Kleo |
Klep |
Kler |
Kles |
Klet |
Kleu |
Klev |
Klew |
Kley |
Klez
Die Liste der Biografien führt alle Personen auf, die in der deutschsprachigen Wikipedia einen Artikel haben. Dieses ist eine Teilliste mit 8 Einträgen von Personen, deren Namen mit den Buchstaben „Kled“ beginnt.

## Kled

### Kleda
- Kleda, Samuel (* 1959), kamerunischer Geistlicher, römisch-katholischer Erzbischof von Douala

### Klede
- Kleden, Paul Sani (1924–1972), indonesischer Ordensgeistlicher und römisch-katholischer Bischof von Denpasar

### Kledi
- Kleditzsch, Jürgen (* 1944), deutscher Mediziner, Politiker (CDU), MdV, Minister für Gesundheitswesen der DDR (1990), MdBJürgen Kleditzsch (* 1944)

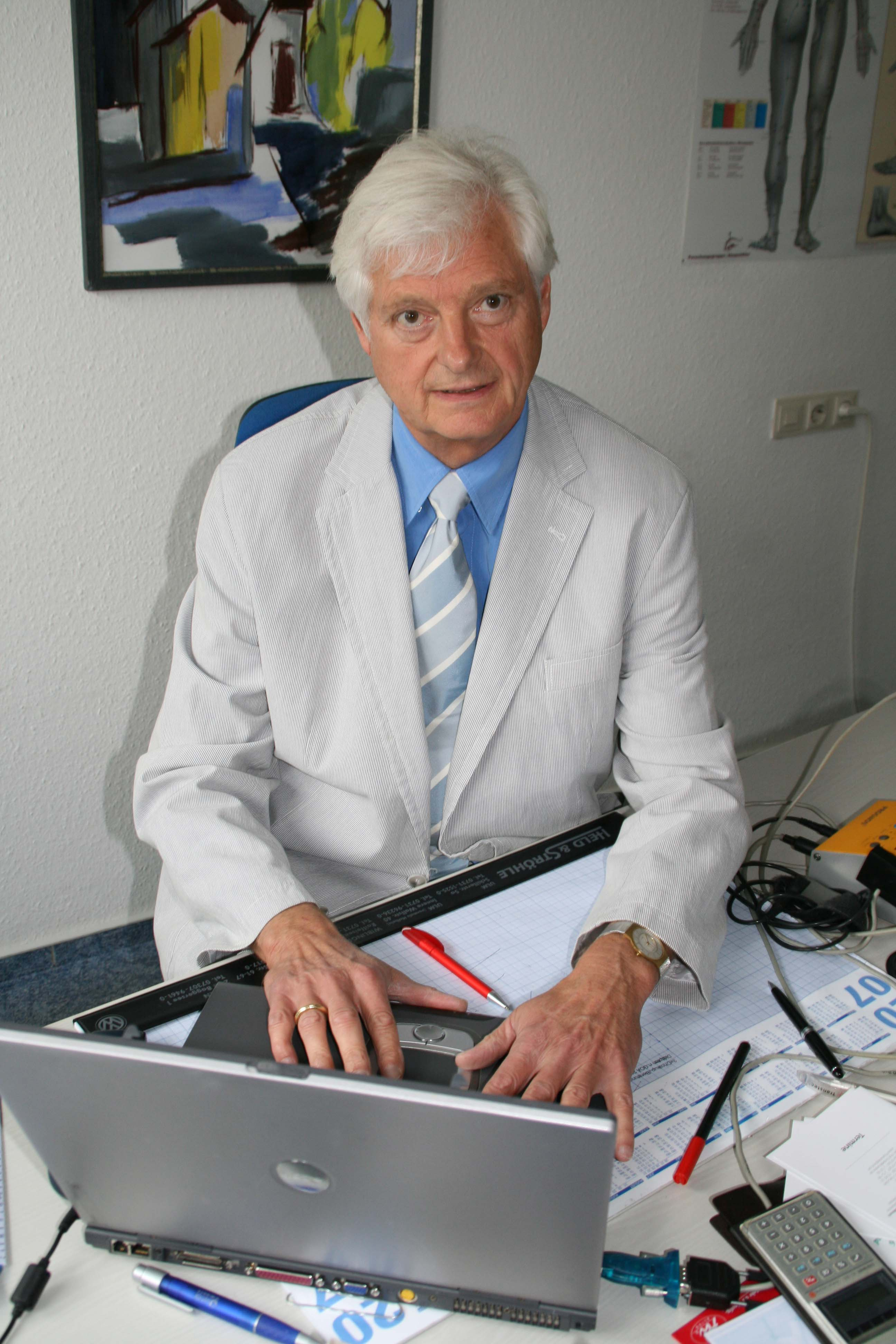
Jürgen Kleditzsch (* 1944)

- Kleditzsch, Mario (* 1962), deutscher Fußballspieler
- Kleditzsch, Torsten (* 1967), deutscher Journalist

### Kledr
- Kledrowetz, Juraj (* 1970), slowakischer Eishockeyspieler

### Kledt
- Kledtke, Simon André (* 1991), deutscher Schriftsteller, Drehbuchautor und Story-Writer

### Kledz
- Kledzik, Ulrich-Johannes (1927–2021), deutscher Schulpädagoge und Bildungsfachmann